# Orchestra sinfonica della SWR
L'Orchestra sinfonica della SWR (in tedesco SWR Symphonieorchester) è l'orchestra radiofonica dell'emittente pubblica tedesca Südwestrundfunk ("Radiodiffusione sudoccidentale"). Fondata nel 2016, l'orchestra ha la sede amministrativa a Stoccarda.

## Sale da concerto
La SWR Symphonieorchester si esibisce in varie città tedesche. Le principali sale in cui si esibisce sono le seguenti:
- Stoccarda (Liederhalle; Theaterhaus; Wilhelmatheater)
- Friburgo in Brisgovia (Konzerthaus, E-Werk)
- Mannheim (Rosengarten)

L'orchestra tiene concerti anche in altre città tedesche, fra cui le seguenti sale da concerto:
- Karlsruhe (Konzerthaus; Hochschule fur Gestaltung)
- Ulma (Congress Centrum)
- Dortmund (Konzerthaus)
- Donaueschingen (Baarsporthalle)

## Storia
Le due orchestre che hanno preceduto la SWR Symphonieorchester erano l'Orchestra Sinfonica di Radio Stoccarda e l'Orchestra sinfonica della SWR di Baden-Baden e Friburgo. Quest'ultima era specializzata nell'esecuzione di musica contemporanea.
La fusione venne deliberata per ottenere un sensibile risparmio di spesa.
La creazione della nuova orchestra chiamata SWR Symphonieorchester diede vita nel 2016 ad un ensemble di 175 elementi provenienti dalle due precedenti orchestre. L'obiettivo finale è tuttavia quello di raggiungere un ruolo di 119 orchestrali.
La nuova orchestra ha tenuto il suo concerto inaugurale il 22 settembre 2016 nella Liederhalle di Stoccarda.

## Direttori
- Teodor Currentzis (2018–in attività)